# Ignazio Buttitta
Ignazio Buttitta (Bagheria, 19 de septiembre de 1899 - 5 de abril de 1997) fue un poeta italiano en lengua siciliana.
Nacido en Bagheria, en el seno de una familia de comerciantes, tras participar en la Primera Guerra Mundial, se une al Partido Socialista Italiano y comienza a escribir poesía en lengua siciliana. Sus obras han sido traducidas al francés, ruso y griego.
El primer libro de poesía que publicó fue Sintimintali (Sentimental), seguido en 1928 por Marabedda. Poco después se traslada a Milán, donde consigue un cierto éxito en el mundo del comercio, mientras continúa con su pasión por la literatura. Debido a su orientación política, tuvo que abandonar Milán durante la Segunda Guerra Mundial, tras lo que se une a la Resistencia. Fue encarcelando por los fascistas y escapó por los pelos la pena de muerte.
Vuelve a Milán, dónde se relaciona con intelectuales sicilianos como Elio Vittorini, Salvatore Quasimodo y Renato Guttuso. En 1954 publica otro libro de poesía Lu pani si chiama pani (El pan se llama pan),, financiado por el Partido Comunista Italiano. En el libro se define como «Pueta e latru» («poeta y ladrón»), una alusión a la manera en que pasa por entre la gente como un ladrón, apropiándose de sus sentimientos, dejando atrás un hilo sentimental. Esto era especialmente cierto en relación con su nostalgia por su patria siciliana. Pero también trata otros temas de orientación más social, en particular, protestas contra la situación social en Italia y Sicilia, como A stragi di Purtedda (1947, sobre Salvatore Giuliano y la masacre de Portella della Ginestra) y Lamentu d'una matri (1953, sobre Salvatore Carnevale, un sindicalista siciliano asesinado por la mafia). Buttitta ganó el Premio Viareggio en 1972 por la obra Io faccio il poeta (Yo trabajo como poeta). 
Durante su carrera como poeta, Buttitta nunca ocultó su orgullo por ser siciliano, ni su amor por la lengua de la isla. En uno de sus poemas más famosos, Lingua e dialettu (Lengua y dialecto), habla explícitamente sobre la lengua como asunto clave para su gente e implora a sus compatriotas sicilianos que preserven la lengua:
| Un populu diventa poviru e servu quannu ci arrubbanu a lingua addutata di patri: è persu pi sempri. |  | Un pueblo deviene pobre y servil cuando le roban su lengua heredada de sus padres: está perdido por siempre. |